# Platylesches dolomitica
Platylesches dolomitica là một loài bướm ngày thuộc họ Hesperiidae. Nó được tìm thấy tù các đỉnh núi dolomite gần Steelpoort ở Mpumalanga, Horn's Nek gần Pretoria và Carletonville ở Gauteng.
Sải cánh dài 32–35 mm đối với con đực và 33–37 mm đối với con cái. Con trưởng thành bay từ tháng 8 đến tháng 9. Có một lứa một năm.
Ấu trùng có thể ăn Parinari capensis.